# 西村松次
西村 松次（にしむら まつじ、1947年8月5日 - ）は、日本の実業家。九電工取締役会長。

## 人物・経歴
佐賀県出身。1971年近畿大学理工学部機械工学科を卒業して、九電工に入社する。
2003年7月理事佐賀支店長、2004年6月取締役佐賀支店長、2005年4月取締役福岡支店長、2006年6月常務取締役福岡支店長、2008年6月専務執行役員福岡支店長、2009年6月取締役専務執行役員福岡支店長、2010年4月取締役専務執行役員営業本部長（営業全般、技術全般担当）、2011年4月取締役専務執行役員営業技術統括本部長（同）、2012年4月取締役専務執行役員営業技術統括本部長（同）兼東京本社統括本部長、同年5月取締役副社長執行役員営業技術統括本部長（同）兼東京本社統括本部長、2013年4月取締役副社長執行役員東京本社代表（全社営業全般、技術全般担当）を務める。九電工では初となる技術系出身者の生え抜き社長として就任した。2020年取締役会長。　